# 時事追擊
《時事追擊》（英語：News Magazine）是由亞洲電視新聞及公共事務部於1988年至2016年2月6日播出的新聞節目，為亞視最長壽的公共事務節目。英文名稱跟無綫電視的《新聞透視》一樣，以深入探討現今時事為主，曾奪得多個國際大獎。

## 節目歷史
2009年起，《時事追擊》場景以虛擬布景取代一直採用的真實布景。
2013年1月5日起，於《時事追擊》節目前加插《Hot Topic》環節，由兩位主持討論近期熱門話題。2015年1月起，受亞視拖欠員工薪酬事件影響，《Hot Topic》停播。
2015年12月19日，《時事追擊》暫停播放，於2015年12月26日改為播放《回首2015系列》；於2016年1月2日恢復播放。
2016年1月2日起，《時事追擊》更換片頭設計，並更換新的虛擬布景。同年2月6日，執行監製由劉瀾昌改為黃文傑。

### 節目調動
2008年11月6日，《時事追擊》播出《奧巴馬入主白宮》特輯，由胡天衡主持，並轉用真實佈景製作。

## 爭議
1994年，正值六四事件5周年，亞視新聞部從西班牙電視台手上購入一段六四紀錄片，但被亞視管理層下令禁播，引起新聞部六名資深新聞工作者集體辭職，史稱「亞視六君子」。最終亞視管理層讓步，經刪剪的紀錄片在《時事追擊》以「歷史的空白」為主題播出。

## 停播前的播映时段
| 頻道   | 国家 | 首播時間          | 重播時間          |
| 本港台 | 香港 | 星期六22:00-22:30 | 星期日05:30-06:00 |
| 亞洲台 | 香港 | 星期日19:00-19:30 | 星期一02:00-02:30 |
| 海外台 | 美国 | 星期六14:00-14:30 | 星期日22:30-23:00 |
| 海外台 | 美国 | 星期六11:00-11:30 | 星期日19:30-20:00 |

## 時事內幕追擊
《時事追擊》節目內容會配以英語於國際台播出，稱為《時事內幕追擊》（英文：Inside Story）。

## 節目主持
《時事追擊》
- 1988年至1993年：李玉蓮、李燦榮
- 1994年至1999年：鄧景輝、柯慧嫻
- 2000年至2002年：許方輝、霍婉冰
- 2002年至2003年：何守信
- 2003年至2004年：繆美詩
- 2004年至2009年：馮兆寧
- 2008年11月至2010年：羅振邦、胡天衡
- 2011年至2012年：胡天衡、黃雅宇、李彤、陳興昌
- 2012年至2012年7月：陳興昌
- 2012年7月至2013年1月：譚善彤
- 2013年1月至2015年9月5日：何詠恩
- 2015年9月12日至2016年2月6日：王嘉恩

《Hot Topic》
- 2013年1月至2014年12月20日：褚簡寧、戴熙

## 記者
- 亞視新聞現任新聞部員工

## 曾奪獎項
- 2001年：《李文和的啟示》 新加坡亞洲電視節時事節目金獎、《街市窮途費》消費權益報道獎電視組銀獎
- 2003年：《防不勝防》消費權益報道獎電視組銀獎、《居權夢斷》紐約電視節最佳公共事務節目優異獎
- 2004年：《中國富人》紐約電視節最佳公共事務節目金獎
- 2005年：《新大躍進》紐約電視節最佳公共事務節目優異獎、《吃出禍》消費權益新聞報道獎電視組金獎
- 2006年：《垃圾圍城》 紐約電視節環保資訊節目優異獎
- 2007年：《反世貿》紐約電視節最佳公共事務節目優異獎、《愛滋遺孤》新加坡亞洲電視節最佳紀錄片大獎
- 2009年：《藍藻真相》紐約電視節最佳公共事務節目銀獎

## 外部連結
- 亞洲電視官方網頁 - 時事追擊[永久]
- 亞洲電視官方網頁 - 時事內幕追擊[永久]
- 時事追擊@YouTube （页面存档备份，存于）
- Inside Story 時事內幕追撃@YouTube （页面存档备份，存于）
- Hot Topic@YouTube （页面存档备份，存于）